# Носовски, Яир
Яир Носовски (ивр. יאיר נוסובסקי‎; род. 29 июня 1937, Израиль) — израильский футболист, играл на позиции вратаря. Участник чемпионата мира 1970 года.

## Биография

### Игровая карьера
Большую часть карьеры Носовски играл за «Хапоэль» из города Кфар-Сава. В этом клубе он суммарно отыграл 20 сезонов, помимо этого в течение одного сезона играл за «Хапоэль» из Беэр-Шевы. В 1975 году в составе клуба из Кфар-Савы выиграл Кубок Израиля. Завершил игровую карьеру в 1977 году в возрасте 40 лет.
В составе сборной Израиля был участником чемпионата мира 1970 года, но на турнире на поле так и не вышел. Всего за сборную Израиля сыграл 2 матча.

## Достижения
«Хапоэль» (Кфар-Сава)
- Обладатель Кубка Израиля (1): 1974/75